# Ashmeadiella micheneri
Ashmeadiella micheneri là một loài Hymenoptera trong họ Megachilidae. Loài này được Snelling mô tả khoa học năm 1962.